# سيانيد الزئبق الثنائي
 سيانيد الزئبق الثنائي مركب كيميائي سام جدا له الصيغة Hg(CN)2، ويكون على شكل بلورات عديمة اللون والرائحة.

## الخواص
- ينحل مركب سيانيد الزئبق الثنائي بسهولة في المحلات القطبية مثل الماء والإيثانول، كما ينحل في الأمونياك، في حين أن ضعيف الانحلال في الإيثر الإيثيلي. بالمقابل فإنه لا ينحل في المحلات اللاقطبية مثل البنزين.[4]
- يؤدي أثر الحموض عليه إلى تحرر سيانيد الهيدروجين، كما أنه يتفكك نتيجة تعرضه للضوء، حيث يصبح ذو لون أغمق.[5]
- يتفاعل بشدة مع المؤكسدات مثل الكلورات وفوق الكلورات (بيركلورات) بحيث يمكن أن يصاحب التفاعل خطورة الانفجار.[6]

## البنية
عند الشروط النظامية من درجة الحرارة والضغط فإن لمركب سيانيد الزئبق الثنائي Hg(CN)2 بنية بلورية توافق النظام البلوري الرباعي،  بحيث تتألف البلورة من جزيئات خطية مستقيمة تقريبا من المركب يكون فيها الزاوية بين الرابطة C-Hg-C تبلغ 175.0° والزاوية بين Hg-C-N تبلغ 177.0° (في حين أن العالم آيليت Aylett يعطي قيم مختلفة تبلغ 189° و 175°على الترتيب).

## التحضير
يحضر مركب سيانيد الزئبق الثنائي من تفاعل كل من أكسيد الزئبق الثنائي مع حمض سيانيد الهيدروجين. يجري التفاعل عملياً بتمرير غاز سيانيد الهيدروجين على أكسيد الزئبق في الماء عندها يتشكل Hg(CN)2 في المحلول، ونحصل على الناتج النهائي بالقيام بعملية بَلـْورة.
2HgO + 2HCN → Hg(CN)2 + H2O
يمكن أن يحضر سيانيد الزئبق من من مزج أكسيد الزئبق مع مسحوق ناعم من أزرق بروسيا. كما يمكن أن يحضر من تفاعل كبريتات الزئبق الثنائي مع فيروسيانيد البوتاسيوم في وسط مائي.
2K4Fe(CN)6 + 3HgSO4 → 3Hg(CN)2 + 2K2SO4 + FeSO4
بطريقة أخرى يمكن الحصول على سيانيد الزئبق الثنائي وذلك بتفاعل سيانيد البوتاسيوم مع أملاح الزئبق الأحادي، حيث يترسب فلز الزئبق في هذه العملية، ويبقى سيانيد الزئبق الثنائي في المحلول.
2Hg2(NO3)2 + 2KCN → Hg + Hg(CN)2 + 2KNO3

## الاستخدامات
- يستخدم سيانيد الزئبق الثنائي في تحفيز تفاعل كونيغز-كنور في تحضير الغليكوزيدات.
- كان سابقاً يستخدم كمطهر، إلا سميته قد حدت من انتشار استعماله.